# Моиз, Жовенель
Жовенель Моиз (гаит. креол. Jovenel Moïse; 26 июня 1968, Тру-дю-Нор, Северо-Восточный департамент — 7 июля 2021, Петьонвиль, Западный департамент) — гаитянский политический, государственный деятель и предприниматель. Президент Гаити с 7 февраля 2017 по 7 июля 2021 года.

## Биография
Жовенель Моиз родился в городе Тру-дю-Нор в Северо-Восточном Департаменте. Его отец, Этьен Моиз, был торговцем и фермером, а мать, Люсия Бруно — швеёй. В 1974 году семья переехала в Порт-о-Пренс, где Моиз получил образование.
В 1996 году женился на Мартин Мари Этьен Жозеф, подруге со школьных времен, с которой у него трое детей. В том же году он покинул столицу и поселился в Порт-де-Пэ, где основал свою первую компанию JOMAR Auto Parts. Вёл также сельскохозяйственную деятельность, являясь владельцем плантации бананов в Северо-Западном Департаменте. В 2001 году он был вовлечён в деятельность в сфере водного хозяйства, построив гидроэлектростанцию и водопроводные сети в Северо-Восточном и Северо-Западном Департаментах Гаити.
В 2004 был членом Палаты Торговли и Промышленности Северо-Западного Департамента (CCINO), а вскоре её председателем и генеральным секретарем Палаты торговли и промышленности Гаити (CCIH). В 2008 году основал энергетическую компанию Compagnie Haïtienne d’Energie S.A. (COMPHENER S. A.), которая занималась поставками солнечной и ветровой энергии в 10 муниципалитетов в Северо-Западном Департаменте. В 2012 году создал компанию Agritrans, действующую в сельскохозяйственной отрасли, тем самым способствуя созданию первой в Гаити сельскохозяйственной зоны свободной торговли.
В 2015 году президент Гаити Мишель Мартейи назначил Жовенеля Моиза кандидатом от собственной Партии Гаити Тед Кале (PHTK) для участия в президентских выборах в октябре 2015 года, так как Мартейи не мог выставить свою кандидатуру. В первом туре выборов 25 октября 2015 года Жовенель Моиз занял первое место с результатом 32,8 % голосов, выиграв у своего главного соперника Жюда Селестена, который получил 25,2 % голосов. Победитель выборов должен был определиться во втором туре выборов, запланированного первоначально на 27 декабря 2015 года. Однако соперник Моиза не признал результаты, обвинив власти в фальсификации выборов. Одновременно с этим в стране начались протесты против результатов выборов. В такой ситуации президент Гаити Мартейи в декабре 2015 года назначил специальную комиссию для расследования случаев нарушения избирательного законодательства. В начале января 2016 года комиссия установила нарушения в ходе проведения голосования на выборах и постановила провести повторное голосование.
На повторных выборах в ноябре 2016 года Моиз победил в первом туре, набрав 55,7 % голосов, опередив Жюда Селестена, который получил лишь 19,5 % голосов. Вступление в должность президента Гаити состоялось 7 февраля 2017 года.

### На посту президента
Вступив в должность 7 февраля 2017 года, Жовенель Моиз начал реализацию проектов по восстановлению дорог, систем водоснабжения и энергообеспечения страны. Также он приступил к созданию новой гаитянской армии (в 1995 году армия была распущена).
В 2018 году начались массовые протесты с требованием отставки Моиза, вызванные скандалом из-за хищений средств на организацию поставок нефти из Венесуэлы. Протестующие также обвиняли власти в ухудшении экономической ситуации в стране.
17 октября 2018 года на Моиза было совершено покушение во время церемонии, посвященной 212-й годовщине смерти основателя государства и национального героя страны Жан-Жака Дессалина. Он не пострадал и был эвакуирован в безопасное место, ранения получили трое сотрудников охраны.
Из-за протестов выборы в парламент, запланированные на 2019 год, были отложены без указания даты, что привело к тому, что с января 2020 года парламент не собирался, и Моиз правил, издавая указы. Он инициировал проведение референдума об изменении конституции страны, направленных на укрепление президентской власти, но этот референдум был дважды отложен из-за пандемии COVID-19.
Оппозиция Гаити утверждала, что Моиз должен был уйти в отставку 7 февраля 2021 года, чтобы эта дата совпала с пятой годовщиной выборов 2015 года, которые были отменены, а затем повторно проведены через год из-за обвинений в мошенничестве. Критики президента утверждали, что, поскольку Моиз не смог провести выборы в законодательные органы в 2019 году, он нарушил конституцию. Его сторонники отвергли этот аргумент, заявив, что он пришёл к власти только в 2017 году после победы на новых выборах.

## Убийство
7 июля 2021 года произошло нападение на резиденцию президента Гаити в Пелерине. Жовенель Моиз был застрелен из пистолета марки «Colt» и, по некоторым источникам, добит из автомата. Мартин Моиз, первая леди Гаити, была госпитализирована из-за ран, полученных во время нападения. В пресс-релизе, выпущенном офисом Клода Жозефа в день нападения, обвинение в убийстве было возложено на «группу неустановленных лиц, некоторые из которых говорили по-испански».
В связи с гибелью Моиза в республике был объявлен 2-недельный траур и военное положение.
Моиза перед убийством пытали. В национальной полиции заявили, что в банде было 26 колумбийцев. По другим данным, были задержаны 23 человека.

## Награды
Моиз был награждён Орденом Блестящего Нефрита с Большим Кордоном президентом Тайваня Цай Инвэнь в мае 2018 года. Цай высоко оценила экономические инициативы, предпринятые правительством Моиза.